# 奧斯莫雷河

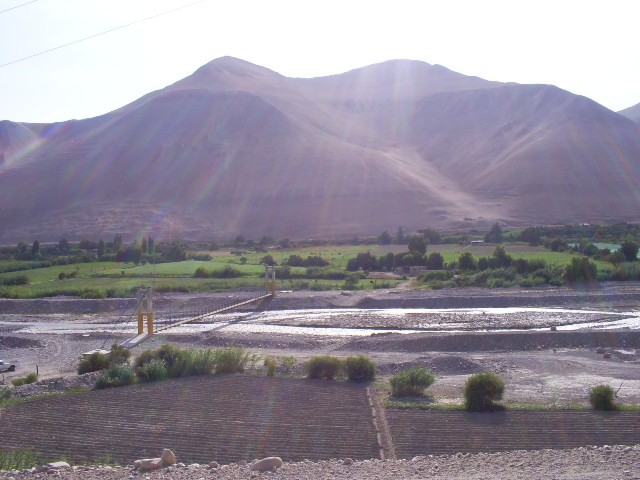
奧斯莫雷河河谷

奧斯莫雷河（西班牙語：Río Osmore）是秘魯的河流，位於該國南部莫克瓜大區，北面是坦博河流域，河道全長480公里，流域面積3,480平方公里，澇原寬度平均115米。

## 圖像

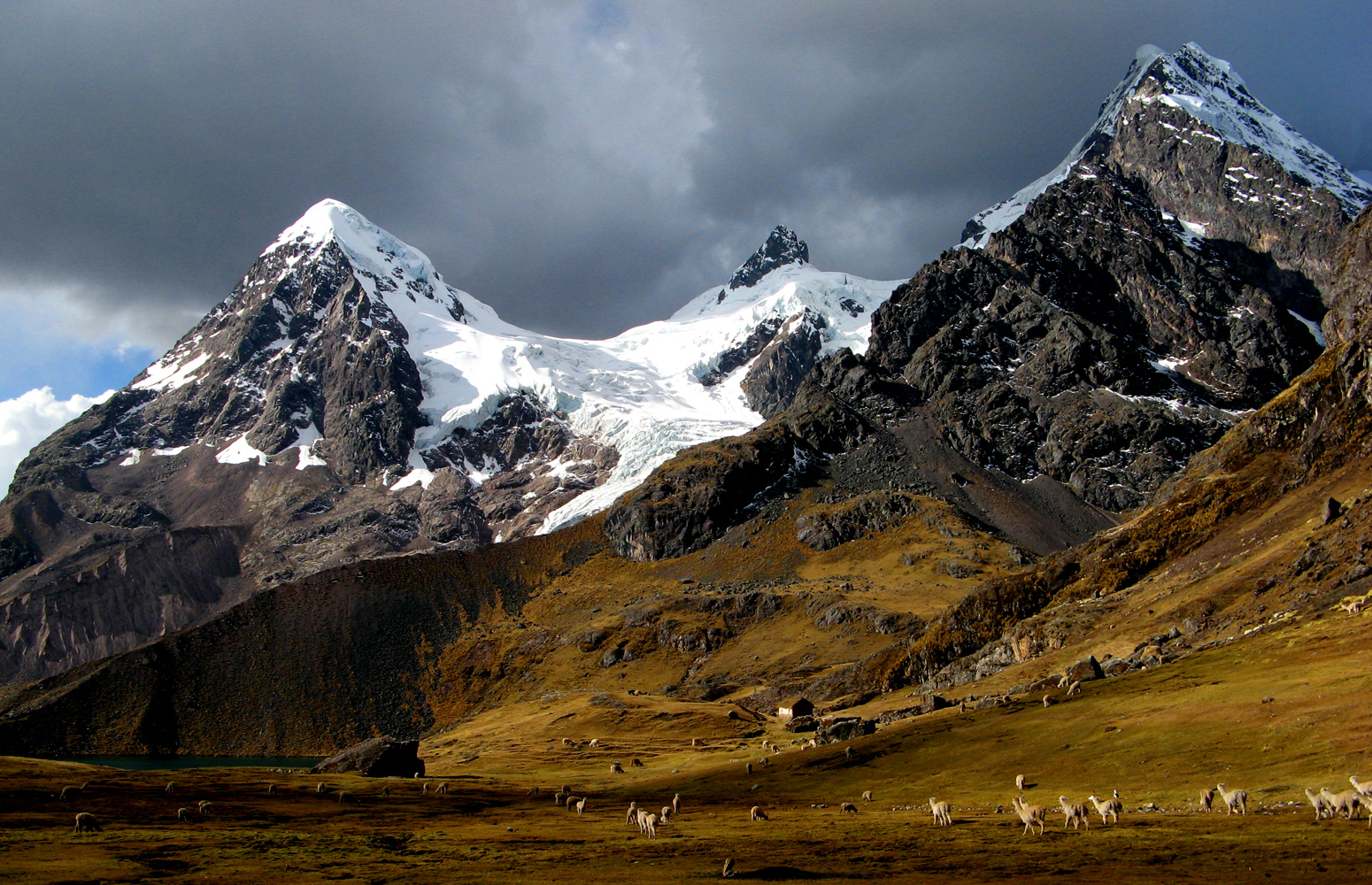
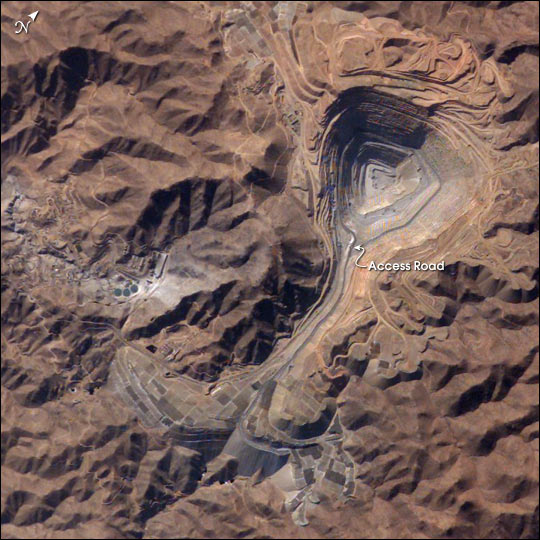
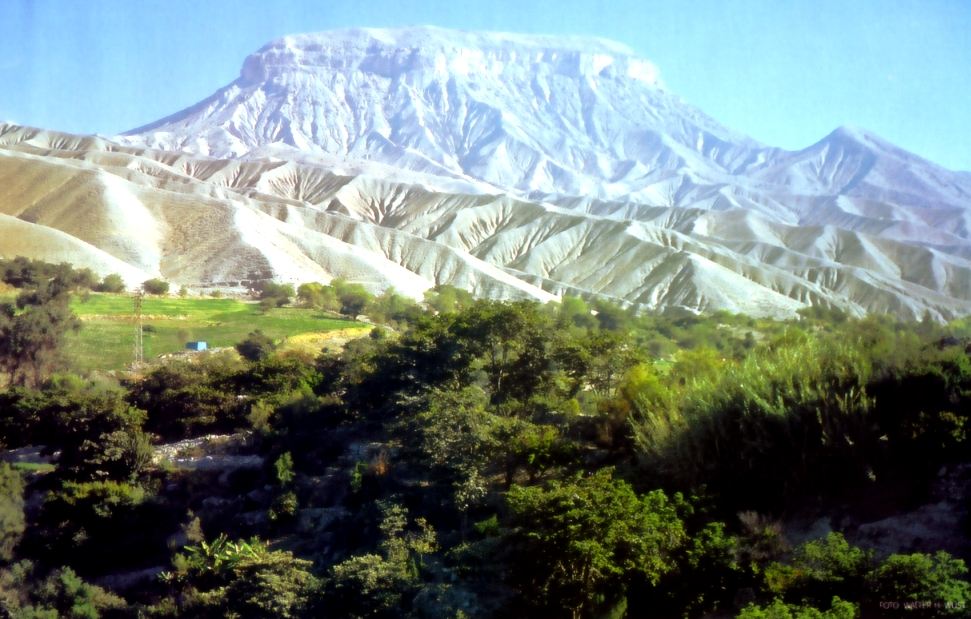
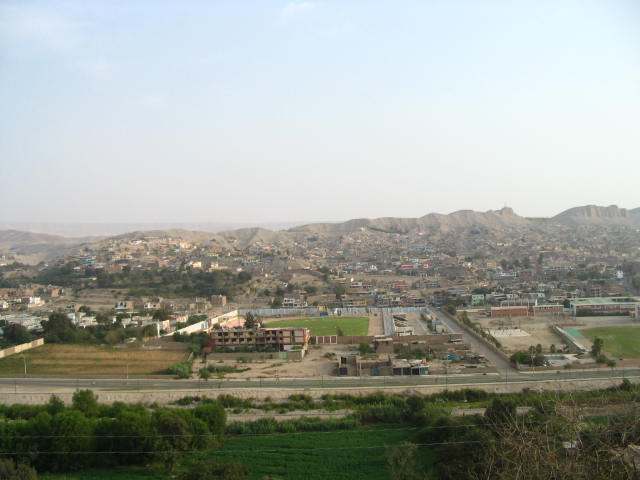
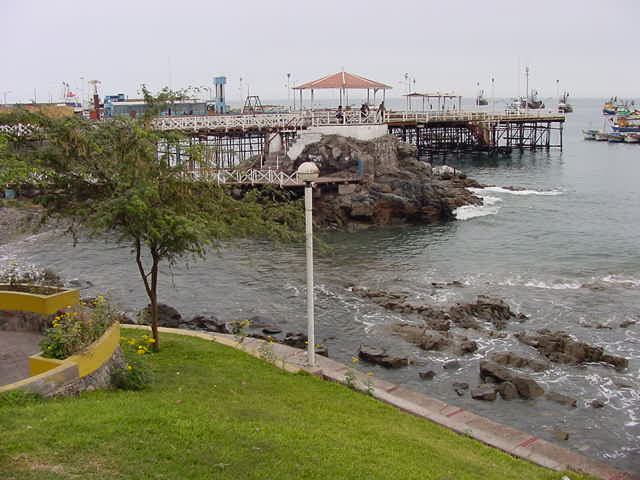